# Ivan Pfaff
Ivan Pfaff (geboren am 6. Juni 1925 in der Tschechoslowakei; gestorben am 28. Juni 2014 in Heidelberg) war ein tschechisch-deutscher Schriftsteller und Historiker, der lange in Deutschland lebte.
In den 1960er Jahren schrieb er unter anderem in die renommierte Zeitschrift Literární noviny. 1967 war er am Manifest der Tschechoslowakischen Schriftsteller an die Weltöffentlichkeit beteiligt, möglicherweise entstand es sogar auf seine Initiative. Anfang November 1967 wurde er verhaftet, kam aber nach fünf Monaten wieder frei. Im Folgejahr unterstützte er den Prager Frühling und floh im Oktober 1968 in die Schweiz. Er war Mitarbeiter der Exilzeitschriften Listy und Svědectví.
In seinem Heimatland wurde er in Abwesenheit zu einer weiteren Haftstrafe verurteilt. Ab 1992 lebte er in Heidelberg.

## Veröffentlichungen
- Stalins Strategie der Sowjetisierung Mitteleuropas 1935–1938. In: Vierteljahrshefte für Zeitgeschichte 38, Heft 4 (1990), S. 560, Link zur PDF-Datei
- Prag und der Fall Tuchatschewski. In: Vierteljahrshefte für Zeitgeschichte 35 (1987), S. 95–134; Link zur PDF-Datei
- Stalin und die tschechische Linkskultur – Die Kampagne gegen den Formalismus in der Kunst 1936–1938. In: Vierteljahrshefte für Zeitgeschichte 3/1988; Link zur PDF-Datei
- Die Modalitäten der Verteidigung der Tschechoslowakei 1938 ohne Verbündete. In: Militärgeschichtliche Zeitschrift 57 (1998), S. 23–77.
- Die Sowjetunion und die Verteidigung der Tschechoslowakei 1934–1938. Versuch der Revision einer Legende. Böhlau Verlag, Köln/Weimar/Wien 1996, ISBN 3-412-15493-8.